# Sega Mega-CD
Sega Mega-CD, sprzedawana pod nazwą Sega CD w Ameryce Północnej i Brazylii – opracowane przez firmę Sega przystawka dodająca napęd CD do konsoli gier wideo Sega Mega Drive wydana w 1991 roku. Pozwala na granie w gry, które sprzedawane były na płytach kompaktowych. Może również odtwarzać różne multimedia w tym muzykę.  Mimo dodania długo oczekiwanej funkcjonalności urządzenie spotkało się z komercyjną porażką podobnie jak inne przystawka do konsoli - Sega 32X.

## Historia
Wkrótce po wydaniu Segi Mega Drive, Laboratoria Badawczo-Rozwojowe Produktów Konsumenckich Segi, prowadzone przez menedżera Tomio Takamiego, otrzymały zadanie stworzenia dodatku wprowadzającego obsługę CD-ROM-u. Pierwotnie miał dorównać możliwościami przystawce TurboGrafx-CD, ale z dwukrotnie większą ilością pamięci o dostępie swobodnym (RAM). Oprócz stosunkowo krótkich czasów ładowania, zespół Takami planował zaimplementować sprzętowe skalowanie i rotację podobne do gier zręcznościowych Segi, które wymagały dedykowanego cyfrowego procesora sygnałowego. Niestandardowy układ graficzny implementowałby te funkcje, wraz z dodatkowym układem dźwiękowym wyprodukowanym przez Ricoh. Jednak pod koniec rozwoju urządzenia wprowadzono dwie poważne zmiany, które drastycznie podniosły cenę dodatku. Ponieważ procesor Motorola 68000  był zbyt wolny, aby w pełni obsłużyć przystawkę, zainstalowano dodatkowy procesor 68000. Ten drugi procesor ma częstotliwość taktowania 12,5 MHz, większą niż procesor 7,67 MHz w Mega Drive. W odpowiedzi na pogłoski, że NEC planuje modernizację pamięci RAM TurboGrafx-CD z 0,5 MB do 4 MB, Sega zwiększyła dostępną pamięć RAM Sega CD z 1 do 6,5 Mbit.  Okazało się to wyzwaniem technicznym, ponieważ prędkość dostępu do pamięci RAM płyty Sega CD była początkowo zbyt niska, aby efektywnie uruchamiać programy, a programiści musieli skupić się na zwiększeniu prędkości. Szacowany koszt urządzenia wzrósł znacząco, ale badania rynku przekonały kierownictwo Segi, że konsumenci byliby skłonni zapłacić więcej za mocniejszy produkt.  Ostatecznie by ukończyć urządzenie Sega zawarło partnerstwo z JVC, które współpracowało z Warner New Media w celu opracowania odtwarzacza CD w standardzie CD+G.

## Wydanie

Logo urządzenia

Sega zapowiedziała wydanie Mega-CD w Japonii pod koniec 1991 roku, a w Ameryce Północnej (jako Sega CD) w 1992 roku. Produkt został zaprezentowany publiczności na Tokyo Toy Show w 1991 roku, gdzie spotkał się z pozytywnym przyjęciem krytyków oraz na Consumer Electronic Show w Chicago w połowie 1991 roku. Został wydany w Japonii 12 grudnia 1991 . W ciągu pierwszych trzech miesięcy Mega-CD sprzedał się w liczbie 200 000 sztuk, ale w ciągu następnych trzech lat sprzedał się tylko o dodatkowe 200 000. Tworzenie gier przez firmy zewnętrzne okazało się problematyczne, ponieważ Sega potrzebowała dużo czasu na wydanie zestawów do tworzenia oprogramowania.  15 października 1992 roku Mega-CD został wydany w Ameryce Północnej jako Sega CD. Chociaż tylko 50 000 sztuk było dostępnych w momencie premiery z powodu problemów produkcyjnych, Sega CD sprzedała się w ponad 200 000 egzemplarzy pod koniec 1992 roku i 300 000 w lipcu 1993 roku. Sega of America podkreśliła, że dodatkowa przestrzeń dyskowa Sega CD pozwoliła na tworzenie filmów w pełnym ruchu (FMV), a niedługo później Digital Pictures stało się ważnym partnerem japońskiej firmy. Po początkowej rywalizacji między Segą i Nintendo o opracowanie przystawki wprowadzającej obsługę płyt CD, Nintendo zarzuciło prace nad dodatkiem na SNES, mimo prób jego stworzenia  z Sony, a następnie z Philipsem. Mega-CD zostało wydane w Europie w kwietniu 1993 roku. Wersja europejska oferowana była w zestawie z grami Sol-Feace i Cobra Command a także z kompilacją pięciu gier na Segę Mega Drive. Początkowo w Wielkiej Brytanii dostępnych było tylko 70 000 sztuk, ale do sierpnia 1993 roku sprzedano 60 000 sztuk. Mega-CD został wydany w Australii w marcu 1993 roku. Brazylijska firma zabawkarska Tectoy wydała urządzenie w Brazylii w październiku 1993 roku, zachowując północnoamerykańską nazwę, pomimo użycia nazwy Mega Drive dla konsoli, której Sega CD miała rozszerzać funkcjonalność.
Sega wypuściła drugi model urządzenia o nazwie, Sega CD 2 lub Mega-CD 2, 23 kwietnia 1993 roku w Japonii. Została wydana w Ameryce Północnej kilka miesięcy później, w pakiecie z jedną z najlepiej sprzedających się gier na platformę, Sewer Shark.Zaprojektowany w celu obniżenia kosztów produkcji urządzenia, nowszy model jest mniejszy i korzysta z tańszej tacki na gry. W celu promocji przystawki stworzono ograniczoną liczbę gier, które wymagały zarówno Segi CD i Segi 32X. Do Polski, Mega-CD II trafiła w 1995 roku i podobnie jak Mega Drive 32X była dostępna w niektórych sklepach cechujących się szerokim asortymentem gier i konsol m.in. Bobmark International. Tak jak w innych krajach europejskich, przeszkodą była wygórowana cena. Z tego względu szacuje się, że tylko 7% posiadaczy Mega Drive na świecie posiadało przystawkę CD.

## Koniec produkcji
Pod koniec 1993 roku sprzedaż Segi CD utknęła w martwym punkcie w Japonii i spowolniła w Ameryce Północnej. Nowsze konsole oparte na płytach CD, takie jak 3DO Interactive Multiplayer, sprawiły, że produkt Segi stały się technicznie przestarzały, co zmniejszyło zainteresowanie konsumentów. Pod koniec 1993 roku, niecały rok po premierze urządzenia w Ameryce Północnej i Europie, media doniosły, że Sega nie przyjmuje już wewnętrznych propozycji rozwoju Mega-CD w Japonii. Do 1994 roku sprzedano 1,5 miliona sztuk w Stanach Zjednoczonych i 415 000 w Europie Zachodniej.
Na początku 1995 roku Sega skupiła się na wydanym wówczas Saturnie i zaprzestała reklamowania Mega Drive i jego akcesoriów, w tym Segi CD. Firma zaprzestała produkcji urządzenia na początku 1996 roku.